# اندير بارينتشيا
اندير بارينتشيا (بالإسبانية: Ander Barrenetxea Muguruza) (مواليد 27 ديسمبر 2001) هو لاعب كرة قدم إسباني يلعب كمهاجم أو جناح أيسر في نادي ريال سوسيداد.

## روابط خارجية
- اندير بارينتشيا على موقع الاتحاد الأوربي (الإنجليزية)
- اندير بارينتشيا على موقع إي إس بي إن إف سي (الإنجليزية)
- اندير بارينتشيا على موقع قاعدة بيانات كرة القدم.إي يو (الإنجليزية)
- اندير بارينتشيا على موقع Soccerbase.com (لاعب) (الإنجليزية)
- اندير بارينتشيا على موقع Soccerway.com (الإنجليزية)
- اندير بارينتشيا على موقع عالم كرة القدم.نت (الإنجليزية)